# 522

## Догађаји
- Аниције Манлије Северин Боетије, римски филозоф, ухапшен је под оптужбом да је уротио против Теодорика Великог. Затворен је у Павији (Ломбардија).
- Амаларих, стар 20 година, проглашен је краљем Визигота. Његовом краљевству са севера прете Бургунди.
- Ду Нувас заузима престо Химијаритског краљевства у Јемену. Он напада аксумитски гарнизон у Зафару, заузима град и спаљује цркве.
- Ду Нувас се сели у Најран, аксумитско упориште. Након што је прихватио капитулацију града, он масакрира хришћанске становнике (неки извори процењују број мртвих и до 20.000).

## Рођења
- Википедија:Непознат датум — Преподобни Симеон Столпник Дивногорац - хришћански светитељ.